# Gedung Lepihan
Gedung Lepihan is een bestuurslaag in het regentschap Ogan Komering Ulu Selatan van de provincie Zuid-Sumatra, Indonesië. Gedung Lepihan telt 975 inwoners (volkstelling 2010).